# Phænomen
Phaenomen est une trilogie d'Erik L'Homme.

## Thématique
Cette série raconte, en trois tomes, l'histoire de quatre enfants, Violaine, Arthur, Nicolas, et Claire, qui sont dotés de pouvoirs surnaturels. Leurs parents les ont « abandonnés » à la Clinique du Lac, pour les soigner de ce qu'ils pensent être leur « anormalité ». Quand le seul docteur qui les écoutait et qui croyait qu'ils n'étaient pas fous disparaît, ils se lancent à sa recherche, sans se douter qu'ils vont ainsi découvrir un secret incroyable et se mettre physiquement en danger.
C'est un livre qui montre (par l'intermédiaire des enfants) différents points de vue du monde et surtout comment transformer un handicap — qui peut être considéré par la société comme une “anormalité” — en des potentialités.

## Personnages principaux

### Arthur
C'est le premier à être arrivé à la clinique du lac, et aussi l'un des plus âgés de la bande. Doté d'une faculté de se souvenir de tout, il est d'une aide précieuse car il peut mémoriser en un instant les plus complexes des cartes ou des livres ainsi que la physionomie de chaque personne qu'il rencontre. 
Or, ce don est à double tranchant : en effet, son pouvoir lui pèse beaucoup, et il lui arrive de faire des crises de panique. Pour se calmer, il dessine en permanence les trois "singes de la sagesse",un qui se cache la bouche, un qui se cache les yeux et un autre qui se cache les oreilles  (Mizaru, Kikazaru et Iwazaru). Il est aussi souvent nerveux.

### Nicolas
Il est le deuxième arrivé après Arthur. Son super pouvoir est la vision thermique. En effet, pour lui, les objets et les hommes sont représentés par des formes colorées. Ses iris sont entièrement argentés, sans pupille. C'est pour cette raison qu'il porte en permanence des lunettes de soleil. Plus jeune, il est aussi considéré comme le comique de la bande. Il essaie sans cesse de dénouer les situations délicates.

### Claire
Claire est une jeune fille blonde à l'aspect évanescent. Ses parents l'ont envoyée à la clinique car elle se proclame l'enfant d'une fée. Elle éprouve de grandes difficultés à se déplacer en temps normal, elle a souvent des vertiges, néanmoins, en cas de danger, elle peut bouger si vite que personne ne la voit, ce qui lui est d'une grande aide. 

### Violaine
Elle est la meneuse du groupe. Elle est grande, fine et brune. C'est elle qui prendra la décision de quitter la clinique et entraînera les autres dans cette aventure. Son don est de pouvoir voir et contrôler l'âme des gens, représentée sous forme de dragons, alors que sa propre âme est représentée par un chevalier. Son pouvoir est le plus puissant . La jeune fille est très courageuse et aussi très taciturne.Elle est arrivée en dernière à la clinique et elle déteste le docteur Cluthe (comme ses amis).

## Prix et récompenses
- Prix jeunesse Chemin d'éditeur, 2006.
- Prix de l'été du livre de Metz, 2007.
- Prix des dévoreurs de livres, 2007 (Évreux).
- Prix des mordus du Polar, 2007.
- Prix Farniente 2008 (Belgique)
- Prix Lire en Chœur 2008.